# Gmina Lekbibaj
Gmina Llugaj (alb. Komuna Llugaj) – gmina położona w północno-zachodniej części kraju. Administracyjnie należy do okręgu Tropoja w obwodzie Kukës. W 2011 roku populacja wynosiła 1787 mieszkańców, 893 mężczyzn oraz 894 kobiet. W 2013 roku populacja gminy wynosiła 2179 osób, 1068 kobiet oraz 1111 mężczyzn. W 2011 roku Albańczycy stanowili 96,10% mieszkańców.
W skład gminy wchodzi dwanaście miejscowości: Brisë, Salcë, Palçë, Peraj, Gjonpepaj, Llugaj, Tetaj, Shëngjergj, Curraj i Poshtëm, Curraj i Sipërm, Betosh, Qerec-Mulaj.